# Vilaboa
Vilaboa és un municipi de la província de Pontevedra a Galícia. Pertany a la Comarca de Pontevedra.

## Parròquies
Santa Comba de Bértola, San Andrés de Figueirido, San Martín de Vilaboa, Santa Cristina de Cobres i San Adrián de Cobres.